# 向陵稲荷坂
向陵稲荷坂（こうりょういなりざか）は、東京都荒川区にある坂。
JR西日暮里駅南西の高台に位置し、開成学園脇（高校校舎と中学校舎の間）へ上る坂。この一帯は古くは道灌山であった。上方に位置する向陵稲荷が坂の名称の由来である。春は開成学園に植えられたの桜のトンネルとなる。